# Halowe Mistrzostwa Europy w Łucznictwie 2019
17. Halowe Mistrzostwa Europy w Łucznictwie odbyły się w dniach 26 lutego – 2 marca 2019 roku w Samsun w Turcji. Polacy nie startowali.

## Medaliści

### Seniorzy

#### Strzelanie z łuku klasycznego
| Konkurencja            | Złoto                                                           | Srebro                                                             | Brąz                                                               |
| indywidualnie kobiet   | Sayana Cyrempiłowa                                              | Lidia Siczenikowa                                                  | Inna Stepanowa                                                     |
| indywidualnie mężczyzn | Massimiliano Mandia                                             | Marco Morello                                                      | Erdem Cydypow                                                      |
| drużynowo kobiet       | Rosja · Wiktoria Budajewa · Inna Stepanowa · Sayana Cyrempiłowa | Gruzja · Kristine Esebua · Chatuna Narimanidze · Tsiko Phutkaradze | Ukraina · Polina Rodionowa · Anastasia Pawłowa · Lidia Siczenikowa |
| drużynowo mężczyzn     | Rosja · Erdem Cydypow · Arsałan Baldanow · Bołot Cybżitow       | Ukraina · Jurij Hawełko · Władysław Liśniak · Wiktor Ruban         | Turcja · Fatih Bozlar · Mete Gazoz · Muhammed Guneri               |

#### Strzelanie z łuku bloczkowego
| Konkurencja            | Złoto                                                                   | Srebro                                                 | Brąz                                                             |
| indywidualnie kobiet   | Gizem Elmaagacli                                                        | Aleksandra Sawenkowa                                   | Natalia Awdiejewa                                                |
| indywidualnie mężczyzn | Mike Schloesser                                                         | Adrien Gontier                                         | Domagoj Buden                                                    |
| drużynowo kobiet       | Rosja · Aleksandra Sawenkowa · Wiktoria Balżanowa · Natalia Awdiejewa   | Włochy · Irene Franchini · Sara Ret · Marcella Tonioli | Turcja · Ezgi Gizem Altinbicik · Yesim Bostan · Gizem Elmaagacli |
| drużynowo mężczyzn     | Francja · Jean-Philippe Boulch · Pierre-Julien Deloche · Adrien Gontier | Włochy · Valerio Della Stua · Sergio Pagni · Sil Pater | Holandia · Mike Schloesser · Peter Elzinga · Pim van de Ven      |

### Juniorzy

#### Strzelanie z łuku klasycznego
| Konkurencja            | Złoto                                                         | Srebro                                                              | Brąz                                                         |
| indywidualnie kobiet   | Żanna Naumowa                                                 | Mathilde Louis                                                      | Marija Zotowa                                                |
| indywidualnie mężczyzn | Iwan Kożokar                                                  | Igor Grigorenko                                                     | Sodnom Budajew                                               |
| drużynowo kobiet       | Rosja · Tuyana Budażapowa · Daria Oresznikowa · Marija Zotowa | Ukraina · Ołeksandra Kukuruziak · Żanna Naumowa · Jelizaweta Sikalo | Turcja · Gokce Demirel · Sevcan Derin · Elif Nida Guner      |
| drużynowo mężczyzn     | Turcja · Musa Arzuman · Erdal Meric Dal · Efe Gürkan Maraş    | Rosja · Sodnom Budajew · Igor Grigorenko · Sanżi Chaludorow         | Włochy · Federico Fabrizzi · Alessandro Paoli · Matteo Santi |

#### Strzelanie z łuku bloczkowego
| Konkurencja            | Złoto                                                      | Srebro                                                           | Brąz                                                              |
| indywidualnie kobiet   | Elisa Roner                                                | Begum Topkarci                                                   | Elizaweta Kniazewa                                                |
| indywidualnie mężczyzn | Robin Jaatma                                               | Yakup Yildiz                                                     | Anders Faugstad                                                   |
| drużynowo kobiet       | Włochy · Elisa Roner · Elisa Bazzichetto · Paola Natale    | Turcja · Busra Nur Gurlek · Ipek Tomruk · Begum Topkarci         | Rosja · Elizaweta Korolewa · Elizaweta Kniazewa · Weronika Sanina |
| drużynowo mężczyzn     | Turcja · Batuhan Akçaoğlu · Goksel Altintas · Yakup Yıldız | Włochy · Alex Boggiatto · Antonio Brunello · Valentino De Angeli | Dania · Mathias Fullerton · Simon Olsen · Tore Bjarneson          |

## Klasyfikacja medalowa

### Seniorzy
| Lp. | Państwo   | Złoto | Srebro | Brąz | Razem |
| 1.  | Rosja     | 3     | 1      | 3    | 7     |
| 2.  | Włochy    | 1     | 2      | 0    | 3     |
| 3.  | Francja   | 1     | 1      | 0    | 2     |
| 4.  | Turcja    | 1     | 0      | 1    | 2     |
| 5.  | Holandia  | 1     | 0      | 1    | 2     |
| 6.  | Ukraina   | 0     | 2      | 1    | 3     |
| 7.  | Gruzja    | 0     | 1      | 0    | 1     |
| 8.  | Chorwacja | 0     | 0      | 1    | 1     |

### Juniorzy
| Lp. | Państwo  | Złoto | Srebro | Brąz | Razem |
| 1.  | Turcja   | 2     | 2      | 1    | 5     |
| 2.  | Ukraina  | 2     | 1      | 0    | 3     |
| 3.  | Rosja    | 1     | 2      | 3    | 6     |
| 4.  | Włochy   | 1     | 1      | 1    | 3     |
| 5.  | Estonia  | 1     | 0      | 0    | 1     |
| 6.  | Francja  | 0     | 1      | 0    | 1     |
| 7.  | Dania    | 0     | 0      | 1    | 1     |
| 7.  | Norwegia | 0     | 0      | 1    | 1     |